# Luftschadstoff

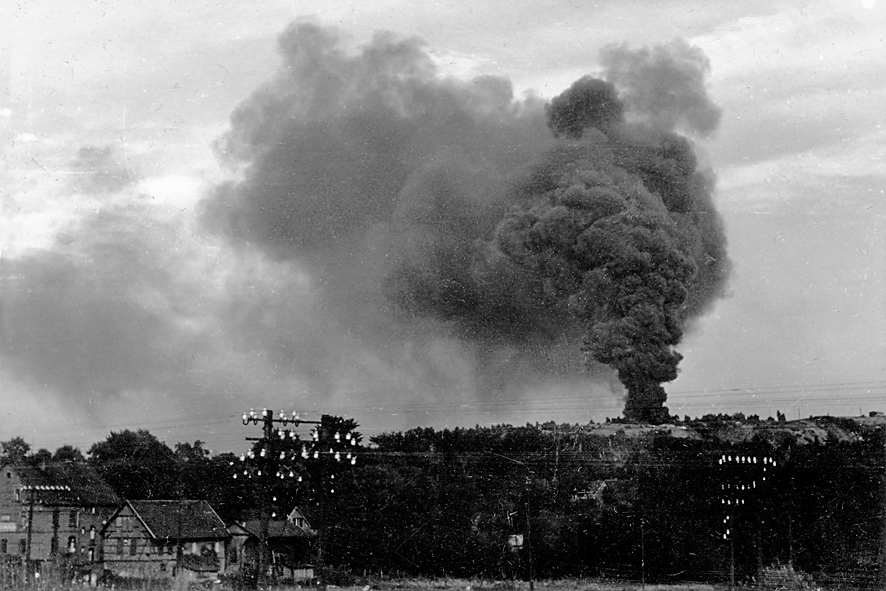
Brand der Abraumhalde des Ölschieferbergwerks Grube Messel (ca. 1955)

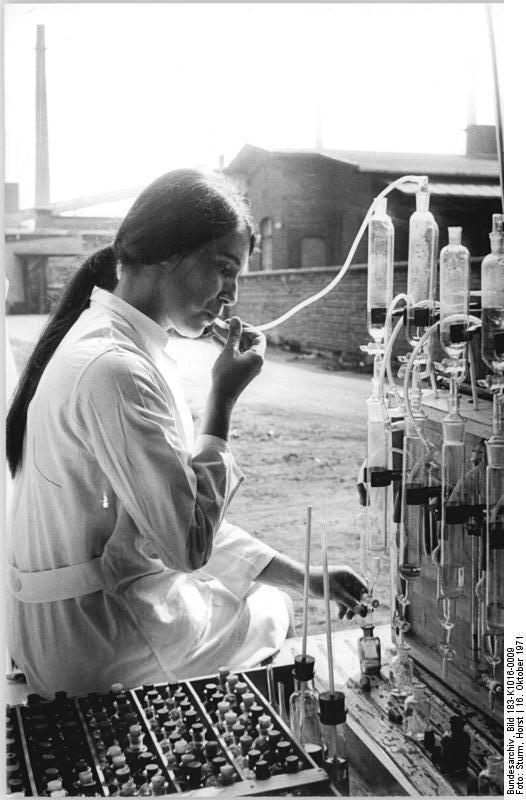
Untersuchung von Luftproben, Ost-Berlin 1971

Ein Luftschadstoff ist eine Beimengung der Luft, die sowohl die menschliche Gesundheit als auch die Biosphäre gefährden kann. Umgangssprachlich wird für die Einbringung von Luftschadstoffen in die Außenluft die Bezeichnung Luftverschmutzung verwendet. Die Herkunft eines Luftschadstoffes kann sowohl natürlich (z. B. Schwefeldioxid, SO2, aus Vulkanen) als auch anthropogen (vom Menschen verursacht) bedingt sein. Zu den weltweit die Gesundheit gefährdenden Luftschadstoffen gehören insbesondere Feinstaub, Ozon und Stickstoffdioxid.

## Hintergrund
Luftschadstoffe lassen sich in primäre und sekundäre Schadstoffe unterteilen. Primäre wirken ohne chemische Umwandlung in der Atmosphäre, sekundäre Schadstoffe erfahren während der Transmission zum Ort der Einwirkung eine chemische Umwandlung.
Luftschadstoffe werden primär in die unterste Schicht der Atmosphäre (Troposphäre) eingetragen und können von dort auch in höher gelegene Schichten transportiert werden.

## Auswahl wichtiger Luftschadstoffe

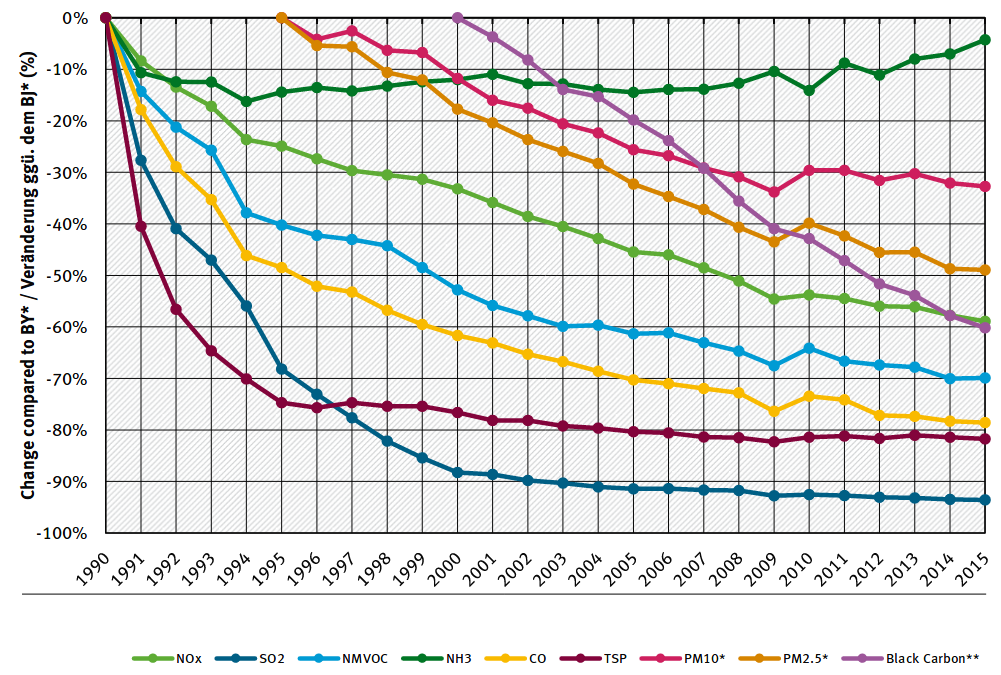
Trend der Luftschadstoff-Emissionen in Deutschland seit 1990

Das deutsche Umweltbundesamt führt folgende „klassische“ Luftschadstoffe auf:
- Ammoniak
- Flüchtige organische Verbindungen ohne Methan (NMVOC)
- Kohlenstoffmonoxid
- Schwefeldioxid
- Staub (unter besonderer Berücksichtigung der Fraktionen PM10 und PM2,5)
- Stickoxide

Ergänzt wird diese Aufzählung noch durch die Fraktionen Persistente organische Schadstoffe (POP) und Schwermetalle. Das österreichische Umweltbundesamt erweitert die Liste der Vorgenannten noch um Benzo(a)pyren, Benzol und Ozon.

## Wirkungen von Luftschadstoffen

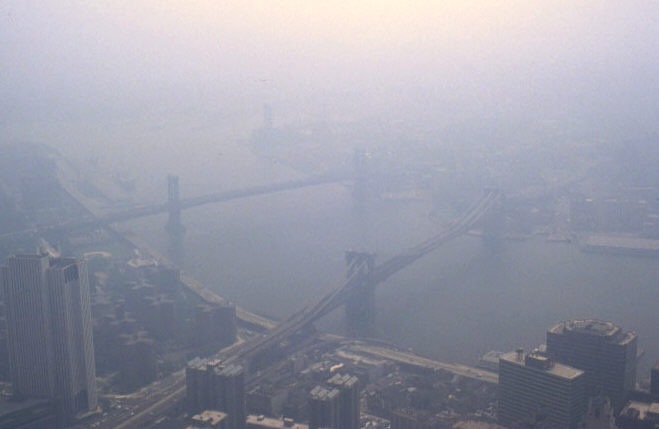
Smog in New York City 1988

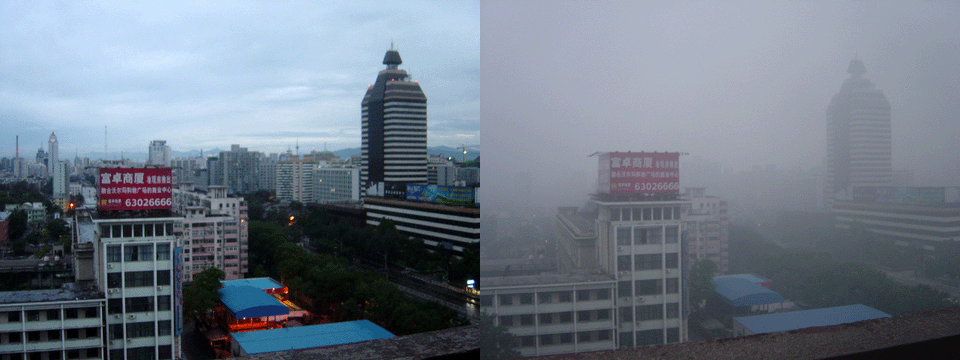
Luft über Peking an einem Tag im August 2005 nach dem Regen (links) und an einem sonnigen Tag mit Smog zwei Tage früher (rechts)

Inwieweit eine Substanz schädlich auf die Umwelt einwirkt, hängt von verschiedenen Faktoren ab. So reduziert das Ozon in der Stratosphäre die Einstrahlung von UV-B, das beim Menschen Hautschädigungen wie beispielsweise Sonnenbrand hervorrufen kann, während derselbe Stoff in Bodennähe zu Schleimhautreizungen führen kann. Darüber hinaus führt Ozon in der Außenluft zu Schädigungen bei Werkstoffen wie zum Beispiel Elastomeren.
Die als saurer Regen seit dem 19. Jahrhundert bekannte Versauerung des Niederschlags lässt sich primär auf die anthropogene Emission der Luftschadstoffe Schwefeldioxid und Stickstoffoxide zurückführen. Zu den Folgen dieses sauren Regens zählt die Versauerung skandinavischer Süßwasserseen, die nur schwach gepuffert sind.
Smog ist die Folge einer erhöhten Konzentration von Luftschadstoffen (insbesondere Schwefeldioxid und Schwebstaub) und kann, insbesondere bei Menschen mit Atemwegserkrankungen, zu erheblichen gesundheitlichen Problemen und sogar bis zum Tod führen. Entsprechende Fälle sind u. a. für London dokumentiert, wo es zu einem deutlichen Mortalitätszuwachs kam.
Luftschadstoffe führen auch zu Schädigungen von Pflanzen – dies kann entweder direkt über den Kontakt mit Nadeln oder Blättern oder indirekt durch eine Veränderung der Bodeneigenschaften erfolgen – sowie von Gebäuden.
In Innenräumen können Luftschadstoffe zu chronischen Erkrankungen führen. Verantwortlich sind dafür im Wesentlichen Ausgasungen aus Baumaterialien, Einrichtungsgegenständen und anderen Materialien des Innenausbaus. Sie können aber auch durch die Bewohner (Zigarettenrauch, Stäube, Lösungsmittel) verursacht werden. In öffentlichen Gebäuden ist ab gewissen Belastungen eine Schadstoffsanierung vorgeschrieben.
Von Luftschadstoffen betroffene Organsysteme des Menschen
- Atemwege (Atemwegserkrankungen, Lungenkrebs, verminderte Lungenfunktion, vermindertes Lungenwachstum)
- Bauchspeicheldrüse (Insulinresistenz, Diabetes mellitus, Knochenstoffwechsel)
- Blut und Blutkreislauf (Bluthochdruck, erhöhte Blutgerinnung, Thrombose)
- Gehirn (Schlaganfall, psychische Erkrankungen, gestörte kindliche Hirnentwicklung, neurodegenerative Erkrankungen)
- Herz (Herz-Kreislauf-Erkrankungen, Herzinfarkt, Herzrhythmusstörungen, Herzschwäche)
- Haut (Hautalterung)
- Embryo und Fortpflanzung (Frühgeburtlichkeit, Wachstumsstörung, Präeklampsie, verminderte Spermienqualität)

## Anthropogene Quellen
Spätestens seit der Industriellen Revolution führen menschliche Tätigkeiten zu einem signifikanten Ausstoß (Emission) von Luftschadstoffen. Wichtige Quellen für Luftschadstoffe sind Industrieanlagen, Kraftwerke, der Straßen- und in zunehmendem Maße auch der Luftverkehr. Bei der Verbrennung fossiler und biogener Kraftstoffe werden neben Kohlenstoffdioxid auch Luftschadstoffe freigesetzt. Produktion, Lagerung, Nutzung und Transport bestimmter Stoffe tragen ebenfalls zur Luftverschmutzung bei. Die Landwirtschaft verursacht durch Tierhaltung und das Ausbringen von Stickstoffdünger die Emission von Ammoniak sowie den Treibhausgasen Lachgas und Methan.